# Sciaena wieneri
Sciaena wieneri is een  straalvinnige vissensoort uit de familie van ombervissen (Sciaenidae). De wetenschappelijke naam van de soort is voor het eerst geldig gepubliceerd in 1883 door Sauvage.
De soort staat op de Rode Lijst van de IUCN als Onzeker, beoordelingsjaar 2009.